# ぱにょぱにょデ・ジ・キャラット
『ぱにょぱにょデ・ジ・キャラット』は、デ・ジ・キャラットシリーズの一作品として制作されたテレビアニメ。また、それを原作とした「ちゃお」（小学館）に連載されたひな。による同名の漫画。

## 概要
テレビアニメは2002年1月5日から同年9月30日まで、アニマックス（3月までは情報番組『ゲーマーズエクスプレス』、4月以降はアニメコンプレックス番組『ゲーマーズシアター』のそれぞれ枠内にて）で放送されたほか、キッズステーションでも2003年1月16日から同年4月3日まで2本立てで放送された。アニマックスの本放映は本作第3クールまでであり、それ以後は放映済みのエピソードの再放送となった。最終話までの未放映分は映像ソフトでのリリースが本邦初公開。
再放送では最終話までのオンエアがなされており、アニマックスやキッズステーションの他にもちばテレビ、テレビ神奈川、テレビ埼玉、三重テレビでも放送された。全48話。
一作目のワンダフル版以来の5分枠となり、シリーズで唯一桜井弘明が関与していない。
関西地区では初めて放送されたデ・ジ・キャラットのアニメ作品でもあった（ワンダフル版を含め、TBS版は一度も関西では放送されなかった）。
本作放映直後にリリースされたCDドラマ『Di Gi Charat 番外編「でじこの野望vol.1 宣戦布告にょ!」』では、本作は劇場映画『星の旅』でデ・ジ・キャラット星に帰省したでじこが滞在中に出演したドラマ（架空の過去の自分自身を演じた）であると設定されている。本作独自の設定は後のテレビシリーズ『デ・ジ・キャラットにょ』にも引き継がれており、実質的に『にょ』の前日譚となっている。
2008年7月にはデ・ジ・キャラット誕生10周年記念としてニコニコ動画のサイト内ニコニコアニメチャンネルに『にょコにょコ動画』が開設された。そこでは本作と『ぴよこにおまかせぴょ!』の2作品が無料配信された。
なお、日本での放送開始以前の2001年9月から、当時アメリカでオープンしたアニメグッズショップomochabox用のCMとしてオープニングアニメを流用したCMが放送されていた。

## あらすじ
デ・ジ・キャラット星でのでじこたちの物語。デ・ジ・キャラット星の王女「でじこ」ことデ・ジ・キャラットは城の中での毎日の勉強に退屈していたところ、読んでいた本に影響され「困っている人を助けてみんなを幸せにする為」城を抜け出し街へと出た。でも街では姫様という事はナイショ。そんなでじこは妹のプ・チ・キャラット（ぷちこ）とともに街で色々な騒動を起こしながら幸せを見つけていく。

## キャラクター
各レギュラーキャラクターの 誕生日、年齢、血液型は公式サイトのキャラクター紹介に掲載

### レギュラーキャラクター
デ・ジ・キャラット
声 - 真田アサミ
2月8日生まれ / 8歳 / O型
主人公。本作では従来の腹黒い性格から一転して、天真爛漫かつ好奇心旺盛な性格となり、服装は鈴とピンクのリボンをつけた薄桃色のワンピースになっている。お城でたまたま読んでいた『世界世のため人のため偉人伝』の影響から、「みんなを幸せにする」という信念を元に困っている人を助ける事に尽くす。ぷちことゲマに対しては呼び捨て、リンナとミケとぴよこに対しては「ちゃん」付けで呼んでいる。
プチ・キャラット
声 - 沢城みゆき
1月21日生まれ / 3歳 / B型
基本的な性格はほとんど変わらないが、本作における服装は小さい黄色い蝶結びをつけた橙色のワンピースとなっている。口癖は「気合いにゅ、気合いで乗り切るにゅ」。
ゲマ
声 - 亀井芳子
基本的な性格はほとんど変わらないが、飛び道具として良く投げられている。
リンナ・キャラット
声 - 榎本温子
2月27日生まれ / 8歳 / AB型
ケーキショップのオーナーでパティシエ。通称りんな。語尾に「みゅ」を付けて話す。デ・ジ・キャラット星の出身。エメラルドの髪と白にぶちのある帽子に尻尾。髪飾りは左右にトライアングルがついている。温厚な性格でマイペース。いつも眠そうでどこでもすぐ寝る。運動音痴に見られがちだが運動が嫌いなだけで100メートル3秒で走る俊足の持ち主である。自分が寝ている間に店を手伝いに来たでじこたちと知り合い、行動を主にする。でじこに対しては呼び捨て、ゲマに対しては「さん」付け、デジデビルには「デジデビちゃん」と呼んでいる。
ミ・ケ・キャラット
声 - 小桜エツ子
9月13日生まれ / 8歳 / A型
魚屋の居候で怪我をしたお父さんの代わりにお手伝いをしていた。通称みけ。語尾に「みゃ」を付けて話す。デ・ジ・キャラット星の出身。ワインレッドの髪に三毛猫風猫帽子と尻尾にゴーグル、星の髪飾りを左右に2つしている。元気いっぱいでやさしい女の子。自分の店の魚を盗む野良猫退治に手伝ってもらったでじこたちと知り合い、行動を主にする。でじことゲマとリンナとぴよこに対しては呼び捨て、ぷちこに対しては「ちゃん」付け、デジデビルには「デジデビさん」と呼んでいる。
本作『ぱにょぱにょ』は海外輸出も主眼に製作されており、「ミ・ケ」のローマ字表記「MIKE」が男性名「マイク」になってしまうことから英語版では「MEEK」という名に改められている。アニマックス初放映時の番宣CMでは海外版のCM映像が流用されていたため、日本でも当初「MEEK」の名で紹介されたことがある。
ピョコラ＝アナローグIII世
声 - 林原めぐみ
10月23日生まれ / 6歳 / AB型
本作ではデジデビルの弟子で悪魔キャラという設定なので背中に悪魔の羽が生えている。「みんなを幸せにする」というでじこをデ・ジ・デビルと共に困らせようとするがことごとく失敗する。でじこに対しては呼び捨てで呼んでいる。
デジデビル
声 - 上田祐司
13月13日生まれ / 10万10歳 / デB型(デビがた)
暗黒魔界の王で、デ・ジ・キャラット星の住民を不幸にするためにやって来た悪魔キャラ。語尾に「デビ」を付けて話す。体はデジタル映像で実体がないが、光線や魔法などを発射したり、巨大なピンクのパンダに変身することができる。

### 準レギュラーキャラクター
執事
声 - 長島雄一
ミケ・キャラット・パパ
声 - 渡部猛
ミケ・キャラット・ママ
声 - さとうあい

### ゲストキャラクター
第1話～第4話
客
声 - 森訓久
第5話～第8話
映画監督
声 - 松山鷹志
子役の少年
声 - 茂呂田かおる
記者
声 - 森訓久
ボクサー
声 - 内藤玲
子役の少女
声 - 南央美
第9話～第12話
男の子
声 - 森訓久
女の子
声 - 小菅真美
先生
声 - 富坂晶
工場長
声 - 内藤玲
絵描きの青年
声 - 福山潤
第13話～第16話
悪徳政治家
声 - 谷口節
マニアくん
声 - 藤田圭宣
子供
声 - 瀧本富士子
少女
声 - たかはし智秋
園長
声 - 宇垣秀成
おじさん
声 - 田中総一郎
第17話～第20話
大タコ
声 - くまいもとこ
巨大クジラ
声 - 岡本嘉子
第21話～第24話
アナウンサー
声 - 保村真
キザ男のレーサー
声 - 山口隆行
ブタボス
声 - 志村知幸
ブタ子
声 - 松本美和
ブタ
声 - 内藤玲・長谷部浩一
人魚の子
声 - 小林沙苗
謎の動物のヒナ
声 - 山崎依里奈
第25話～第28話
パン屋のおじさん
声 - 矢部雅史
お菓子屋のおばさん
声 - 今井由香
食いしん坊オバケ
声 - 城雅子
オバケ
声 - 森訓久・内藤玲
いたずらオバケ
声 - 保村真
サラリーマン
声 - 天田真人
老紳士
声 - 増岡弘
第29話～第32話
ホリック
声 - 志村智幸
シェリー(ホリックの秘書)
声 - 小林沙苗
エリザベス
声 - 谷井あすか
ノラ
声 - 保村真
オーパ
声 - 市原由美
あいり
声 - 城雅子
あいりのマネージャー
声 - 森訓久
第33話～第36話
王子
声 - 富坂晶
騎士
声 - 麻生智久
おばあさん
声 - 滝沢ロコ
王子の馬
声 - 内藤玲
町長
声 - 森訓久
人魚姫
声 - 斉藤千和
子供
声 - 三瓶由布子
ヘンゼル
声 - 氷上恭子
グレーテル
声 - 榎本温子
第37話～第40話
老人
声 - 菅原淳一
子猫
声 - 今井麻美
子供
声 - 能登麻美子・奥真紀子
たこ焼き屋さん
声 - 森訓久
大道芸人
声 - 内藤玲
タバコを吸う人
声 - 田中大文
第41話～第44話
スターター
声 - 保村真
ピッチャー
声 - 城雅子
キャッチャー
声 - 奥真紀子
カントクちゃん
声 - 内藤玲
敵カントク
声 - 森訓久
サード
声 - 竹内順子
ライト
声 - 富坂晶
球審
声 - 竹本英史
ジョンワン次郎
声 - 天田真人
第45話～第48話
サンタ
声 - 青野武
トナカイ
声 - 森訓久
サンタのフリした泥棒
声 - 内藤玲
子猫
声 - 小林沙苗・今井麻美・奥真紀子

### その他
ナレーター
声 - 氷上恭子
ラ・ビ・アン・ローズ / うさだヒカル
本作の物語には直接関わらないが、最終回の最初のシーンで後姿のみが映し出されている。

## スタッフ
- 漫画 - ひな。（小学館「ちゃお」連載）
- 監督 - 高柳滋仁
- シリーズ構成 - 井上敏樹
- キャラクター原案 - コゲどんぼ
- キャラクターデザイン・総作画監督 - 古賀誠
- 美術監督 - 高橋忍
- 色彩設計 - 鎌田千賀子
- 撮影監督 - 杉浦充
- 編集 - 松村正宏
- 音楽 - 岩﨑元是
- 音響監督 - たなかかずや
- プロデューサー - 中野葉子、諸澤昌男
- アニメーション制作 - マッドハウス[2]
- 製作 - ブロッコリー

## 主題歌

### オープニングテーマ
「HAPPY!SMILE!HELLO!」
作詞 - 青山紳一郎 / 作曲・編曲 - 安藤高弘 / 歌 - 榎本温子

### エンディングテーマ
「情熱のPARADISE」
作詞 - 池田裕幾 / 作曲・編曲 - 安藤高弘 / 歌 - 真田アサミ・沢城みゆき・榎本温子・小桜エツ子
　※アニマックスでの初放映時はエンディング無し。

## 各話リスト
| 話数 | サブタイトル                          | 脚本     | 絵コンテ   | 演出     | 作画監督        |
| ---- | ------------------------------------- | -------- | ---------- | -------- | --------------- |
| 1    | さいしょのおはなしにょ!               | 井上敏樹 | 高柳滋仁   | 高柳滋仁 | 古賀誠          |
| 2    | ふしぎなケーキ屋さんにょ!             | 井上敏樹 | 高柳滋仁   | 高柳滋仁 | 古賀誠          |
| 3    | ドロボウ猫をつかまえるにょ!           | 井上敏樹 | 高柳滋仁   | 高柳滋仁 | 古賀誠          |
| 4    | 一番よいこはだれかにょ?               | 井上敏樹 | 高柳滋仁   | 高柳滋仁 | 古賀誠          |
| 5    | めざせ! スターにょ!                   | 井上敏樹 | 鎌仲史陽   | 鎌仲史陽 | 小笠原篤        |
| 6    | 女優さんってたいへんにょ!             | 井上敏樹 | 鎌仲史陽   | 鎌仲史陽 | 小笠原篤        |
| 7    | りっぱな女優になるんだにょ!           | 井上敏樹 | 鎌仲史陽   | 鎌仲史陽 | 小笠原篤        |
| 8    | ラストシーンはおまかせにょ!           | 井上敏樹 | 鎌仲史陽   | 鎌仲史陽 | 小笠原篤 古賀誠 |
| 9    | バタバタ時報屋さんにょ!               | 小林靖子 | 入好さとる | 高柳滋仁 | 入好さとる      |
| 10   | 芸術ってたいへんにょ!                 | 小林靖子 | 高柳滋仁   | 高柳滋仁 | 古賀誠          |
| 11   | 魔法のドレスでパーティーにょ!         | 小林靖子 | 小寺勝之   | 高柳滋仁 | 古賀誠          |
| 12   | たのしい時間をつくるにょ!             | 小林靖子 | 小寺勝之   | 高柳滋仁 | 古賀誠          |
| 13   | 怪盗デ・ジ・キャラット団参上にょ!     | 井上敏樹 | 橋本光夫   | 鎌仲史陽 | 小笠原篤        |
| 14   | キレイなものってなにかにょ?           | 井上敏樹 | 橋本光夫   | 鎌仲史陽 | 小笠原篤        |
| 15   | イルカさんきゅうしゅつ大作戦にょ!     | 井上敏樹 | 橋本光夫   | 鎌仲史陽 | 小笠原篤        |
| 16   | デ・ジ・キャラット団の大ピンチにょ!   | 井上敏樹 | 橋本光夫   | 鎌仲史陽 | 小笠原篤        |
| 17   | よーほー海賊でじこだにょ!             | 松井亜弥 | 吉松孝博   | 高柳滋仁 | 吉松孝博        |
| 18   | お宝さがして大冒険にょ!               | 松井亜弥 | 吉松孝博   | 高柳滋仁 | 吉松孝博        |
| 19   | 登場! 海の王様にょ!                   | 松井亜弥 | 吉松孝博   | 高柳滋仁 | 吉松孝博        |
| 20   | お宝はだれのものにょ?!                | 松井亜弥 | 吉松孝博   | 高柳滋仁 | 吉松孝博        |
| 21   | ぱにょぱにょマシン猛レースにょ!       | 小林靖子 | 佐伯昭志   | 根岸宏樹 | 浅野文彰        |
| 22   | モーレツ! ブタさんレースだにょ!       | 小林靖子 | 佐伯昭志   | 根岸宏樹 | 浅野文彰        |
| 23   | 愛とガイドで川くだりにょ!             | 小林靖子 | 佐伯昭志   | 根岸宏樹 | 浅野文彰        |
| 24   | タマゴでけっちゃく!決勝戦にょ!        | 小林靖子 | 佐伯昭志   | 根岸宏樹 | 浅野文彰        |
| 25   | きえた!? ドーナツ事件にょ!            | 井上敏樹 | 鎌仲史陽   | 橋本光夫 | 井上栄二        |
| 26   | おばけ館で大そうどうにょ!             | 井上敏樹 | 鎌仲史陽   | 橋本光夫 | 高乗陽子        |
| 27   | ごめんなさいがいいたいにょ!           | 井上敏樹 | 橋本光夫   | 橋本光夫 | 高乗陽子        |
| 28   | せんにゅう! オバケマンションにょ!     | 井上敏樹 | 橋本光夫   | 橋本光夫 | 小笠原篤        |
| 29   | ねらわれたでじこ姫にょ!               | 松井亜弥 | 入好さとる | 荒木哲郎 | 阿部純子        |
| 30   | 恋のワンワン物語にょ!                 | 松井亜弥 | 入好さとる | 荒木哲郎 | 古賀誠          |
| 31   | ボディガードより愛をこめてにょ!       | 松井亜弥 | 荒木哲郎   | 荒木哲郎 | 飯島秀一        |
| 32   | デ・ジ・キャラット星にようこそにょ!   | 松井亜弥 | 玉川真人   | 荒木哲郎 | 阿部純子        |
| 33   | 王子様のお相手はおばあさんにょ!?      | 小林靖子 | 玉川真人   | 小高義規 | 入好さとる      |
| 34   | 笛吹き合戦! 嵐をよぶにょ!             | 小林靖子 | 玉川真人   | 小高義規 | 古賀誠          |
| 35   | おかしの家にようこそにょ!             | 小林靖子 | 小高義規   | 小高義規 | 古賀誠          |
| 36   | 気合いでへんしん!?人魚姫にょ!         | 小林靖子 | 小高義規   | 小高義規 | 古賀誠          |
| 37   | ワナ! ワナ? こねこレスキュー隊にょ!   | 井上敏樹 | 根岸宏樹   | 根岸宏樹 | 浅野文彰        |
| 38   | 火の用心は火事のもとにょ!             | 井上敏樹 | 根岸宏樹   | 根岸宏樹 | 浅野文彰        |
| 39   | ガンコおじいさんの宝物にょ!           | 井上敏樹 | 根岸宏樹   | 根岸宏樹 | 浅野文彰        |
| 40   | ずっとずっと守ってあげるにょ!         | 井上敏樹 | 根岸宏樹   | 根岸宏樹 | 浅野文彰        |
| 41   | 優勝! おひるね? 駅伝にょ!             | 井上敏樹 | 橋本光夫   | 橋本光夫 | 高乗陽子        |
| 42   | かがやけ勝利の一番星にょ!             | 井上敏樹 | 橋本光夫   | 橋本光夫 | 高乗陽子        |
| 43   | ケガとシュートと約束にょ!             | 井上敏樹 | 橋本光夫   | 橋本光夫 | 高乗陽子        |
| 44   | サーブ! レシーブ! 大バクハツにょ!!    | 井上敏樹 | 橋本光夫   | 橋本光夫 | 高乗陽子        |
| 45   | どーなるどーする!? クリスマスにょ!    | 小林靖子 | 荒木哲郎   | 荒木哲郎 | 古賀誠          |
| 46   | ふしぎな手作りプレゼントにょ!         | 小林靖子 | 荒木哲郎   | 荒木哲郎 | 古賀誠          |
| 47   | デジデビルの逆襲にょ!                 | 小林靖子 | 高柳滋仁   | 高柳滋仁 | 古賀誠          |
| 48   | ぱにょぱにょクリスマスパーティーにょ! | 小林靖子 | 高柳滋仁   | 荒木哲郎 | 古賀誠          |

## 放送局
| 放送地域 | 放送局       | 放送期間               | 放送区分 |
| -------- | ------------ | ---------------------- | -------- |
| 日本全域 | ANIMAX       | 2002年1月5日 - 9月30日 | CS放送   |
| 日本全域 | KIDS STATION | 2003年1月16日 - 4月3日 | CS放送   |
| 千葉県   | 千葉テレビ   |                        | UHF系    |
| 神奈川県 | TVK          |                        | UHF系    |
| 埼玉県   | テレビ埼玉   |                        | UHF系    |
| 三重県   | 三重テレビ   |                        | UHF系    |

## 関連商品

### CD
- HAPPY!SMILE!HELLO!（2002年3月13日発売、規格番号AVCA-14309）
- ぱにょぱにょ デ・ジ・キャラット サントラだにょ!（2002年4月10日発売、規格番号AVCA-14334）
- ぱにょぱにょ デ・ジ・キャラット キャラソンだにょ!（2002年7月31日発売、規格番号AVCA-14411）

### VHS
- ぱにょぱにょデ・ジ・キャラット Vol.1（2002年5月31日発売、規格番号ZMBZ-1441）
- ぱにょぱにょデ・ジ・キャラット Vol.2（2002年8月30日発売、規格番号ZMBZ-1442）
- ぱにょぱにょデ・ジ・キャラット Vol.3（2002年10月25日発売、規格番号ZMBZ-1443）
- ぱにょぱにょデ・ジ・キャラット Vol.4（2002年11月29日発売、規格番号ZMVZ-1444）

### DVD
- ぱにょぱにょデ・ジ・キャラット Vol.1（2002年5月31日発売、規格番号ZMBZ-1431）
- ぱにょぱにょデ・ジ・キャラット Vol.2（2002年8月30日発売、規格番号ZMBZ-1432）
- ぱにょぱにょデ・ジ・キャラット Vol.3（2002年10月25日発売、規格番号ZMBZ-1433）
- ぱにょぱにょデ・ジ・キャラット Vol.4（2002年11月29日発売、規格番号ZMBZ-1434）